# Männer ohne Bart
Männer ohne Bart ist ein deutscher Spielfilm der DEFA von Rainer Simon aus dem Jahr 1971 nach dem Roman Das Klassenfest von Uwe Kant aus dem Jahr 1969.

## Handlung
Lehrer Nickel, der erst seit einem halben Jahr an der Schule im Spreewald arbeitet, gibt als Klassenlehrer einer neunten Klasse die Halbjahreszeugnisse aus. Einer der Schüler, Otto Hintz, 15 Jahre alt, wird mit einem Zeugnis in die Winterferien geschickt, aus dem hervorgeht, dass am Schuljahresende seine Versetzung in die zehnte Klasse gefährdet ist.
Otto wohnt allein mit seiner Mutter, die ihn immer noch liebevoll „Ottchen“ nennt. Bei der Erziehung ihres Sohnes scheint sie aber überfordert zu sein. Die einzige Idee, die sie hat, ist, Otto ein Moped zu versprechen, wenn er im Sommer versetzt werden sollte. Doch nun fährt Otto erst einmal in den Ferien zu seiner Tante und Onkel, die in einem kleinen Dorf leben. Da diese keinen Fernsehapparat haben, wird er zu den Nachbarn geschickt, um dort den gewünschten Film zu sehen. Hier lernt er deren etwa gleichaltrige Tochter kennen. Den Rest seines Aufenthalts verbringen die beiden die meiste Zeit gemeinsam, so dass sich eine kleine Liebe entwickelt.
Nachdem der Unterricht wieder begonnen hat, bemüht sich Lehrer Nickel die Leistungen Ottos zu verbessern, da ihm klar ist, dass dieser nicht dumm, sondern nur lustlos ist. Auch hat Otto ein spezielles Problem: Er ist ein Träumer. Er verschließt ständig die Augen und sieht sich so immer als großen Helden. Manchmal ist er ein umjubelter Schüler, der ein Vorbild für die ganze Schule ist, mal ist er ein Kämpfer, der sich auf Eisenbahndächern mit Schurken, Schuften, Ganoven und Bösewichtern anlegt, um die Welt zu retten. Doch zurück in der Realität muss er erst einmal zur Aussprache zu Schuldirektor Menschke, der im Beisein von zwei Klassenkameraden, dem Klassenlehrer und einer weiteren Lehrerin über seine weitere Zukunft sprechen will. Doch Otto kommt zu spät und erklärt, dass er erst den Kanarienvogel einer Nachbarin aus einem Baum retten musste. Als Resultat der Aussprache wird er von seiner FDJ-Gruppe Nachhilfeunterricht erhalten. Der Film endet ergebnisoffen in alle Richtungen.

## Produktion
Die Dramaturgie lag in den Händen von Gudrun Deubener.
Männer ohne Bart wurde auf ORWO Kinefilm in Schwarzweiß gedreht und hatte nach zwei Voraufführungen am 14. Mai 1971 im Film- und Fernsehklub des Hauses der Jungen Talente in Berlin sowie am 18. Mai 1971 im Berliner Zentralen Klub der Gewerkschaft Kunst „Die Möwe“, Luisenstraße 18, dann am 20. Mai 1971 im Berliner Kino Colosseum seine festliche Premiere.
Die Erstausstrahlung im Fernsehen der DDR erfolgte im 2. Programm am 2. Januar 1974.

## Kritik
Nach Helmut Ullrich in der Neuen Zeit ist es ein liebenswerter Film, in dem der Alltag frisch, spontan und locker eingefangen wird. Der pointierte und oft frech-witzige Dialog wird mit lässiger Beiläufigkeit so dargeboten, wie die Leute wirklich reden. Rainer Simons Regietalent erweist sich als vielseitig und stilsicher, sein Film hat Realitätsdichte und Verspieltheit.
Günter Sobe fand in der Berliner Zeitung, dass es sich bei diesem Gegenwartsfilm um einen angenehmen Film mit unaufdringlicher, bewusst unaufdringlich erzählter Geschichte handelt, der jedoch ein nicht recht befriedigender Film ist.
Das Lexikon des internationalen Films stellt fest, dass dieses ein thematisch diskussionswerter und in seinen grotesken Übersteigerungen gelungener Film ist. Dabei ist er betont unkonventionell in seiner Machart.